# Derek Vaughan

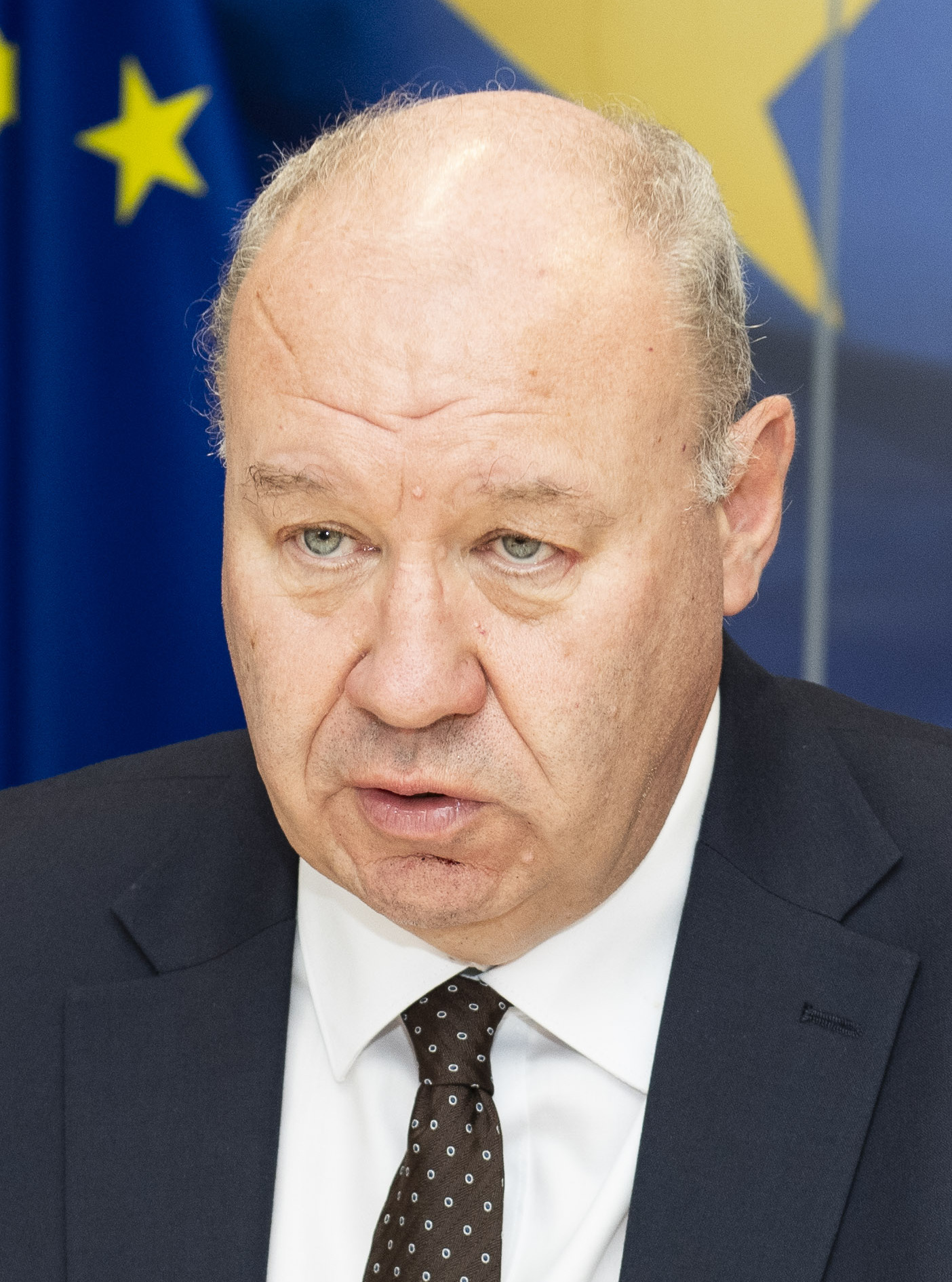
Derek Vaughan (2023)

Derek Vaughan (* 2. Mai 1961 in Neath) ist ein britischer Politiker der Labour Party.

## Leben
Vaughan studierte an der Swansea University.

## EU-Parlamentarier
Bei der EU-Wahl 2009 gelang Vaughan für den Wahlkreis Wales der Einzug ins Europäische Parlament. Das Mandat konnte er im Mai 2014 erfolgreich verteidigen. Für die Wahl 2019 verzichtete Vaughan auf eine erneute Kandidatur. Vaughan war unter anderem
stellvertretender Vorsitzender des Haushaltskontrollausschusses sowie Mitglied im Ausschuss für regionale Entwicklung und in der Delegation für die Beziehungen zu Australien und Neuseeland.